# Panagiotis Lagos
Panagiotis Lagos (Grieks: Παναγιώτης Λαγός) (Thessaloniki, 18 juli 1985) is een Grieks voetballer die sinds begin 2013 bij Vorskla Poltava speelt. Hij neemt de positie van verdediger in. Lagos speelde eerder bij Iraklis en AEK Athene. Hij vertegenwoordigde zijn vaderland bij de Olympische Spelen van 2004 in Athene, waar de ploeg in de eerste ronde werd uitgeschakeld.